# Municipio de Shamrock (Nebraska)
El municipio de Shamrock (en inglés: Shamrock Township) es un municipio ubicado en el condado de Holt en el estado estadounidense de Nebraska. En el año 2010 tenía una población de 40 habitantes y una densidad poblacional de 0,28 personas por km².

## Geografía
El municipio de Shamrock se encuentra ubicado en las coordenadas 42°18′13″N 98°43′41″O / 42.30361, -98.72806. Según la Oficina del Censo de los Estados Unidos, el municipio tiene una superficie total de 140.98 km², de la cual 140,93 km² corresponden a tierra firme y (0,03 %) 0,04 km² es agua.

## Demografía
Según el censo de 2010, había 40 personas residiendo en el municipio de Shamrock. La densidad de población era de 0,28 hab./km². De los 40 habitantes, el municipio de Shamrock estaba compuesto por el 100 % blancos. Del total de la población el 0 % eran hispanos o latinos de cualquier raza.